# Lachenalia dasybotrya
Lachenalia dasybotrya är en sparrisväxtart som beskrevs av Friedrich Ludwig Diels. Lachenalia dasybotrya ingår i släktet Lachenalia och familjen sparrisväxter. Inga underarter finns listade i Catalogue of Life.